# 埃斯克兰维莱尔
埃斯克兰维莱尔（法語：Esclainvillers）是法国皮卡第大区索姆省的一个市镇，属于蒙迪迪耶区努瓦河畔阿伊县。该市镇2009年时的人口为167人。

## 人口
埃斯克兰维莱尔人口变化图示
| 数据来源：INSEE |